# Papirus 77
Papirus 77 (według numeracji Gregory-Aland), oznaczany symbolem {\displaystyle {\mathfrak {P}}^{77}} – wczesny grecki rękopis Nowego Testamentu, spisany w formie kodeksu na papirusie. Paleograficznie datowany jest na II wiek. Zawiera fragmenty Ewangelii według Mateusza. Rękopis jest wykorzystywany w krytycznych wydaniach greckiego Nowego Testamentu. 

## Opis
Zachowały się tylko dwa fragmenty jednej karty Ewangelii według Mateusza (23,30-39). Oryginalna karta miała rozmiary 11 na 16 cm. Tekst pisany jest w 20 linijkach na stronę, skryba sprawia wrażenie profesjonalnego.
Nomina sacra pisane są skrótami (υν, ις, πηρ).
Według Alanda jest jednym z siedmiu wczesnych rękopisów Ewangelii według Mateusza.
Zdaniem Comforta mógł pochodzić z tego samego rękopisu co {\displaystyle {\mathfrak {P}}^{103}} (zawiera Mt 14,3-5).

## Tekst
Tekst grecki reprezentuje aleksandryjską tradycję tekstualną (proto-aleksandryjski). Kurt Aland zaklasyfikował go do kategorii I.

## Historia
Rękopis znaleziony został w Egipcie, w Oksyrynchos. Na liście rękopisów znalezionych w Oxyrhynchus oba fragmenty zarejestrowane zostały pod numerami 2383 oraz 4405. Tekst opublikowany został przez Petera J. Parsonsa w 1968 roku. Aland umieścił go na liście rękopisów Nowego Testamentu, w grupie papirusów, dając mu numer 77.
Rękopis datowany jest przez INTF na II wiek. Comfort datuje na koniec II wieku.
Cytowany jest w krytycznych wydaniach Nowego Testamentu Nestle-Alanda (NA27).
Obecnie przechowywany jest w bibliotece Sackler Library (P. Oxy. 2683) w Oksfordzie.